# West Linn
West Linn est une municipalité américaine située dans le comté de Clackamas en Oregon. Selon le recensement de 2010, West Linn compte 25 109 habitants.

## Géographie
La municipalité s'étend sur 8,05 milles carrés (20,85 km2), dont 0,66 milles carrés (1,71 km2) d'étendues d'eau.

## Histoire
En 1840, Robert Moore s'installe sur la rive gauche de la Willamette, à proximité des chutes de la rivière, en achetant des terres aux amérindiens. D'autres colons s'installent progressivement sur ces terres, qui portent le nom de Robin's Nest (« le nid de Robin »). En 1845, la localité prend le nom de Linn City en l'honneur de Lewis F. Linn (en), un ami de Moore. Une poste y est créée en 1850 mais la ville est ravagée par un incendie le 21 avril 1861. La localité se reconstruit peu à peu à partir de 1868.
En 1913, les villages de Bolton, West Oregon City, Sunset et Willamette Heights se réunissent pour former une municipalité. Après des débats, le nom de West Linn est choisi en l'honneur de l'ancienne ville de Linn City.

## Démographie
La population de West Linn est estimée à 26 859 habitants au 1er juillet 2016.
Le revenu par habitant était en moyenne de 46 063 dollars par an entre 2012 et 2016, largement supérieur à la moyenne de l'Oregon (28 822 dollars) et à la moyenne nationale (29 829 dollars). Sur cette même période, 4,8 % des habitants de West Linn vivaient sous le seuil de pauvreté (contre 13,3 % dans l'État et 12,7 % à l'échelle des États-Unis).